# Затура
Затура (англ. Zathura) — пригодницький науково-фентезійний роман 2002 року американського дитячого письменника Кріса Ван Олсбурга. За її сюжетом, двоє хлопчиків втягуються в міжгалактичну космічну пригоду, коли їхній будинок чарівним чином опиняється в космосі. Книга є окремим допоміжним продуктом до дитячої книжки 1981 року «Джуманджі» (автор теж Ван Олсбург), і в розповіді «Затури» є текстові посилання на цей твір. У 2005 році книга була екранізована у фільмі під назвою «Затура: Космічна пригода».

## Сюжет
Події книги починаються після заверження подій книги «Джуманджі». Батьки Денні та Волтера Бадвінгів їдуть у справах і залишають їх самих вдома. Два брати не ладнають один з одним. Денні хоче покидати м'ячик, а Волтер дивитися телевізор. Денні кинув Волтеру бейсбольний м'яч, який вдарив його по голові. Волтер погнався за Денні і спіймав його в парку через дорогу від їхнього будинку, де вони знайшли настільну гру під назвою «Джуманджі». Денні приніс гру додому, але вона його не зацікавила.
Під дошкою «Джуманджі» Денні знайшов іншу гру під назвою «Затура: Космічна пригода». Денні почав грати в «Затуру». Він отримує картку з написом «Метеорний дощ, ухиляйся». Одразу пройшов метеорний дощ. Денні та Волтер незабаром зрозуміли, що гра відправила їх у відкритий космос. Брати продовжили грати в Затуру, оскільки гра не забере їх додому, якщо вони її не закінчать. Незабаром Волтер потрапив у невагомість і Денні врятував його від зникнення в космосі.
Коли Волтер зробив наступний свій хід, його почав переслідуваи у будинку несправний робот. Після ходу Денні будинок наблизився до планети під назвою Цуріс 3 і став коротшим і ширшим. Незабаром з'явився корабель зоргонів, і зоргони переправилися в їхній будинок. Робот прогнав зоргонів, а Волтер закинув його в чорну діру і сам повернувся назад у часі. Волтер повернувся до того часу, коли він був із Денні в парку. Денні знайшов «Джуманджі» і збирається забрати її додому, але Волтер викинув її і замість цього запропонував Денні пограти у м'ячик. Очевидно, що пройшовши через ці небезпечні пригоди та допомагаючи один одному, два брати зблизилися один з одним.

## Екранізація
У 2005 році режисер Джон Фавро на основі книги зняв фільм «Затура: Космічна пригода» з Джоною Бобо в ролі Денні та Джошем Гатчерсоном у ролі Волтера. Він отримав позитивні відгуки від критиків, але не мав комерційного успіху.